# 음성로
음성로(Eumseong-ro)는 충청북도 음성군 음성읍에서 감곡면 감곡교차로를 잇는 39.1km 도로이다.

## 주요 경유지
충청북도
- 음성군 (음성읍 - 금왕읍 - 생극면)

## 노선
| 이름               | 접속 노선                        | 소재지          | 소재지          | 비고                  |
| 반기문로와 직결    | 반기문로와 직결                  | 반기문로와 직결 | 반기문로와 직결 | 반기문로와 직결       |
| ------------------ | -------------------------------- | --------------- | --------------- | --------------------- |
| (교차로 이름 미상) | 반기문로                         | 음성군          | 음성읍          |                       |
| (이름없음)         | 지방도 제516호선 (설성로)        | 음성군          | 음성읍          | 지방도 제516호선 구간 |
| 신천사거리         | 예술로 중리길                    | 음성군          | 음성읍          | 지방도 제516호선 구간 |
| 신천삼거리         | 지방도 제516호선 (덕생로)        | 음성군          | 음성읍          | 지방도 제516호선 구간 |
| 소여 교차로        | 국도 제37호선 (생음대로)         | 음성군          | 음성읍          |                       |
| 사정교             |                                  | 음성군          | 음성읍          |                       |
| 가무재고개         |                                  | 음성군          | 음성읍          |                       |
| 금석사거리         | 국가지원지방도 제82호선 (대금로) | 음성군          | 금왕읍          |                       |
| 금왕사거리         | 지방도 제513호선 (무극로)        | 음성군          | 금왕읍          |                       |
| 새말사거리         | 금석로 음성로1230번길            | 음성군          | 금왕읍          |                       |
| 병암 교차로        | 국도 제37호선 (생음대로)         | 음성군          | 생극면          |                       |
| 신양삼거리         | 지방도 제306호선 (일생로)        | 음성군          | 생극면          |                       |
| 병암교             |                                  | 음성군          | 생극면          |                       |
| 차평 교차로        | 국도 제3호선 (중원대로)          | 음성군          | 생극면          |                       |
| 차평교             |                                  | 음성군          | 생극면          |                       |
| 원당사거리         | 지방도 제525호선 (감노로) 원당길 | 음성군          | 감곡면          |                       |
| 감곡사거리         | 북부로                           | 음성군          | 감곡면          |                       |
| 장감로와 직결      |                                  |                 |                 |                       |

## 주요 건물 및 시설
- 경동택배 충북음성신천220영업소 (음성로 16/신천리 220-4)
- 현대자동차 블루핸즈 음성남부점(음성로 39/신천리 209-2)
- 국민건강보험공단 음성지사 (음성로 114/신천리 555-1)
- 음성119안전센터 (음성로 122/신천리 586-30)
- SK에너지 제일주유소 (음성로 154/신천리 589)
- 현대오일뱅크 유진주유소 (음성로 272/소이리 26-1)
- 현대오일뱅크 소여리주유소 (음성로 388/소여리 403-2)
- 명성자동차부분정비 공업사 (음성로 428/소여리 753-3)
- 감우리새마을회관 (음성로 621/감우리 193-3)
- GS칼텍스 형제주유소 (음성로 647/감우리 236-3)
- SK에너지 청하주유소 (음성로 791/사정리 980-4)
- 한국농어촌공사 음성지사 (음성로 834/사정리 1135)
- S-OIL 하늘주유소 (음성로 1076/금석리 389-1)
- GS25 금왕로얄점 (음성로 1147/금석리 258)
- 대한검도회관 금왕음성관 (음성로 1203/금석리 224-7)
- GS25 금왕드림점 (음성로 1213/무극리 368)
- 금왕가구할인마트 (음성로 1232/금석리 186)
- 현대오일뱅크 칠성주유소 (음성로 1344/장생리 246-1)
- 로젠택배 음성지점 (음성로 1508/병암리 749-6)
- SK에너지 중앙주유소 (음성로 1532/병암리 758-3)
- CU 음성생극점 (음성로 1622/신양리 431-1)
- 원당초등학교 (음성로 2142/원당리 159-1)
- GS25 감곡정원점 (음성로 2258/주천리 280-7)
- CU 감곡주천점 (음성로 2297/주천리 284-1)
- 현대오일뱅크 물레방아주유소 (음성로 2358/주천리 74-1)
- S-OIL 감곡직영주유소 (음성로 2479/오항리 990-6)
- 감곡중학교 (음성로 2629/오항리 890-3)
- 감곡면행정복지센터 (음성로 2652/오항리 549-11)